# Cinema d'altri tempi
Cinema d'altri tempi è un film del 1953 diretto da Steno.

## Trama
Durante le riprese di un film, la contadinella Caterina vede il suo orto completamente distrutto. Andata in casa di produzione per ottenere il risarcimento, trova il regista, Marcello, che le propone di dedicarsi al cinematografo.
La ragazza prova passione per il cinema e convince il fidanzato Pasquale a finanziare il film in cui lei farà la protagonista.
Caterina inizia a far carriera prendendo il nome d'arte di "Ausonia" e s'innamorerà in Francia di Marcello e conoscerà il famoso attore Za-l'Amour il quale anche lui s'innamora di lei. Purtroppo la felicità  s'interrompe con l'inizio della prima guerra mondiale che costringerà tutti a fuggire.
Dopo la fine della guerra il cinema è cambiato, diverso da come era una volta e i tre protagonisti si ritrovano senza lavoro, ma Caterina e Marcello potranno stare insieme grazie all'approvazione di Za-l'Amour ormai morente che unisce loro la mano prima di spirare.